# Valyrisch staal
Valyrisch staal is een fictief metaal uit de boekenreeks Het lied van ijs en vuur van de Amerikaanse fantasyschrijver George R.R. Martin. Het metaal wordt onder bezweringen gesmeed. 
Het geheim van het smeden van Valyrisch staal was bekend onder de smeden van de Vrijplaats Valyria, maar haar geheim verdween samen met de Doem van Valyria. Slechts enkele smeden weten het staal nog om te smeden.
Rond de tijd waarin de boeken zich afspelen bestaan er nog enkele duizenden wapens, voornamelijk zwaarden, waarvan ongeveer tweehonderd in de Zeven Koninkrijken.
Naarmate het verhaal vordert, wordt ook duidelijk dat Valyrisch staal, "drakenglas" en vuur de enige middelen zijn die een White Walker kunnen bestrijden en vernietigen.

## Bekende zwaarden van Valyrisch staal in de Zeven Koninkrijken.
- Ice: het voorouderlijke zwaard van Huis Stark. Het werd overgenomen door Huis Lannister toen Eddard Stark gevangen werd genomen, en door Ilyn Payne gebruikt om Eddard te onthoofden op bevel van Joffrey Baratheon. Na de Rode Bruiloft en de nederlaag van Huis Stark liet Tywin Lannister het omsmelten tot twee kleinere langzwaarden. Het ene gaf hij aan zijn zoon Jaime en de andere aan zijn kleinzoon Joffrey.
  - Oathkeeper: het eerste langzwaard gemaakt uit Ice. Het werd door Jaime Lannister geschonken aan Brienne van Tarth, die het een naam gaf en het nu hanteert in dienst van Sansa Stark.
  - Widow's Wail: het tweede langzwaard gemaakt uit Ice. Het werd aan Joffrey Baratheon gegeven als huwelijksgeschenk, die het deze naam gaf om te passen bij zijn onbeduidende wreedheid.
- Lady Forlorn: het voorouderlijke zwaard van Huis Corbray.
- Longclaw: het voorouderlijke zwaard van Huis Mormont. Het werd door Jeor Mormont geschonken aan Jon Snow.